# 学校法人みつ朝日学園
学校法人みつ朝日学園（がっこうほうじんみつあさひがくえん）は、岡山県岡山市北区に本部を置く学校法人である。

## 沿革
- 2010年10月 - 学校法人みつ朝日学園 朝日塾中等教育学校設置認可
- 2011年4月 - 朝日塾中学校・朝日塾高等学校を朝日塾中等教育学校に移行・開校
- 2011年11月 - 学校法人みつ朝日学園 創立記念式典
- 2013年8月 - 学校法人みつ朝日学園 朝日塾国際高等学校設置認可
- 2014年4月 - 朝日塾国際高等学校 開校
- 2016年4月 - 朝日塾国際高等学校を鹿島朝日高等学校に校名変更

## 建学の理念
みつ朝日学園はそれぞれに以下の理念を掲げている。
- 「利他・叡智・剛健」を兼備した次代を担うリーダーたる人間を育成する

## 設置校
- 朝日塾中等教育学校 - 中等教育学校（中高一貫教育）
- 鹿島朝日高等学校 - 広域通信制高校（鹿島学園高等学校・鹿島山北高等学校と提携）

## 所在地
〒709-213岡山県岡山市北区御津紙工2590